# Rina Morelli
Rina Morelli, född 6 december 1908 i Neapel, Kampanien, död 17 juli 1976 i Rom, var en italiensk skådespelerska.

## Roller i urval
- 1941 – Järnkronan
- 1953 – Don Camillos återkomst
- 1960 – Den vackre Antonio
- 1960 – Det glada livet
- 1962 – Leoparden
- 1971 – I Buddenbrook (TV-serie)
- 1974 – Murri-skandalen
- 1976 – Den oskyldige